# دندان‌پزشک کنار تخت
دندان‌پزشک کنار تخت (دانمارکی: Tandlæge på sengekanten) یک فیلم کمدی جنسی به کارگردانی جان هیلبارد است که در سال ۱۹۷۱ منتشر شد و یکی از فیلم‌های مجموعۀ کنار تخت است. از بازیگران فیلم می‌توان به سورن استرونبرگ، اوله سولتوفت و انی بیرگیت گارده اشاره کرد.